# Significando
O significando, coeficiente ou mantissa, é a porção de dígitos de um sistema de vírgula flutuante que contém os dígitos significativos. Dependendo da interpretação do expoente, o significando pode ser considerado um inteiro ou uma fração.
Do latim, mantissa significa a parte quebrada, ou o excedente do peso. Para a matemática, mantissa é a parte decimal de um logaritmo.
Por exemplo, o número 123,45 pode ser representado como um número em ponto flutuante decimal com significando inteiro 12345 e expoente −2. O seu valor é dado pela fórmula:
12345 × 10−2
Este mesmo valor pode também ser representado pelo coeficiente fracional 1.2345 e expoente +2:
1,2345 × 10+2